# Condado de Villanueva de Cárdenas

Armas del linaje de Cárdenas.

El condado de Villanueva de Cárdenas es un título nobiliario español creado por el rey Felipe V de España en data desconocida de 1711 a favor de Pedro Alfonso Gómez de Cárdenas y Herrera, II vizconde de Villanueva de Cárdenas.

## Denominación
Su nombre se refiere al municipio andaluz de Villanueva de Cárdenas (hoy llamado Villanueva del Rey), en la provincia de Córdoba.

## Condes de Villanueva de Cárdenas
- Pedro Alfonso Gómez de Cárdenas y Herrera, II vizconde de Villanueva de Cárdenas luego I conde de Villanueva de Cárdenas;
- José de Cárdenas y Cárdenas, II conde de Villanueva de Cárdenas;
- Teresa de Cárdenas y Cárdenas, III condesa de Villanueva de Cárdenas;
- Diego de Cabrera y Cárdenas, IV conde de Villanueva de Cárdenas;
- Fernando de Cabrera y de la Cerda, V conde de Villanueva de Cárdenas;
- Diego de Cabrera y Fernández de Mesa, VI conde de Villanueva de Cárdenas, VII marqués de Villaseca;
- Fernando de Cabrera y Pérez de Saavedra-Narváez, VII conde de Villanueva de Cárdenas, VIII marqués de Fuentes;
- Juan Bautista de Cabrera y Bernuy, VIII conde de Villanueva de Cárdenas;
- Fernando de Cabrera y Fernández de Córdoba, IX conde de Villanueva de Cárdenas;
- Fernando de Cabrera y Trillo-Figueroa, X conde de Villanueva de Cárdenas;
- Rafael de Cabrera y Trillo-Figueroa, XI conde de Villanueva de Cárdenas;
- José de Cabrera y Padilla, XII conde de Villanueva de Cárdenas;[1]
- José María de Cabrera y Altolaguirre, XIII conde de Villanueva de Cárdenas.[2]